# Horismenus cyaneoviridis
Horismenus cyaneoviridis is een vliesvleugelig insect uit de familie Eulophidae. De wetenschappelijke naam is voor het eerst geldig gepubliceerd in 1911 door Girault.